# Oberzaubach
Oberzaubach ist ein Gemeindeteil der Stadt Stadtsteinach im Landkreis Kulmbach (Oberfranken, Bayern). Oberzaubach liegt in der Gemarkung Zaubach.

## Geografie
Das Dorf liegt am Zaubach, einem rechten Zufluss der Unteren Steinach. Die Bundesstraße 303 führt den Zaubach entlang nach Unterzaubach (0,6 km südöstlich) bzw. nach Zettlitz (1,4 km nordwestlich). Unmittelbar östlich steigt das Gelände zu den bewaldeten Anhöhen des Frankenwaldes schroff an. Die ausgedehnten Felder im Westen steigen nur sanft an.

## Geschichte
Oberzaubach bildete mit Unterzaubach eine Realgemeinde. Gegen Ende des 18. Jahrhunderts bestand Oberzaubach aus 12 Anwesen. Das Hochgericht übte das bambergische Centamt Stadtsteinach aus. Die Dorf- und Gemeindeherrschaft hatte das Amt Stadtsteinach. Grundherren waren das Kastenamt Stadtsteinach (4 Höfe mit 3 Beihäuslein, 1 Gut, 1 Tropfhäuslein, 1 Haus) und die Amtsverwaltung Grünstein (1 Zinshof, 1 Gut).
Mit dem Gemeindeedikt wurde Oberzaubach dem 1808 gebildeten Steuerdistrikt Stadtsteinach zugewiesen. 1811 entstand der Steuerdistrikt und die Ruralgemeinde Zaubach, zu dem bzw. zu der der Ort gehörte. Am 1. April 1971 wurde Oberzaubach in die Gemeinde Stadtsteinach eingegliedert.

### Baudenkmäler
- Zwei Martern
- Haus Nr. 3: Zweigeschossiges, verputzt massives Wohnstallhaus mit Satteldach, letztes Viertel des 18. Jahrhunderts, wohl über älterem Kern; über hölzernem, profiliertem Kranzgesims Giebel aus verschiefertem Ständerwerk; Fenster- und Türrahmungen in Sandstein, geohrt und profiliert. An der östlichen Langseite im Obergeschoss rundbogige Nische mit Holzfigur des Heiligen Florian, spätes 18. Jahrhundert.[8]

### Einwohnerentwicklung
| Jahr      | 001818 | 001819 | 001861 | 001871 | 001885 | 001900 | 001925 | 001950 | 001961 | 001970 | 001987 |
| Einwohner |        | 125    | 146    | 148    | 138    | 121    | 130    | 166    | 129    | 118    | 99     |
| Häuser    | 16     |        |        |        | 22     | 23     | 22     | 23     | 23     |        | 23     |
| Quelle    | [ 6 ]  | [ 10 ] | [ 11 ] | [ 12 ] | [ 13 ] | [ 14 ] | [ 15 ] | [ 16 ] | [ 17 ] | [ 18 ] | [ 1 ]  |

## Religion
Oberzaubach ist katholisch geprägt und nach St. Michael (Stadtsteinach) gepfarrt.